# Fotzenpoidl

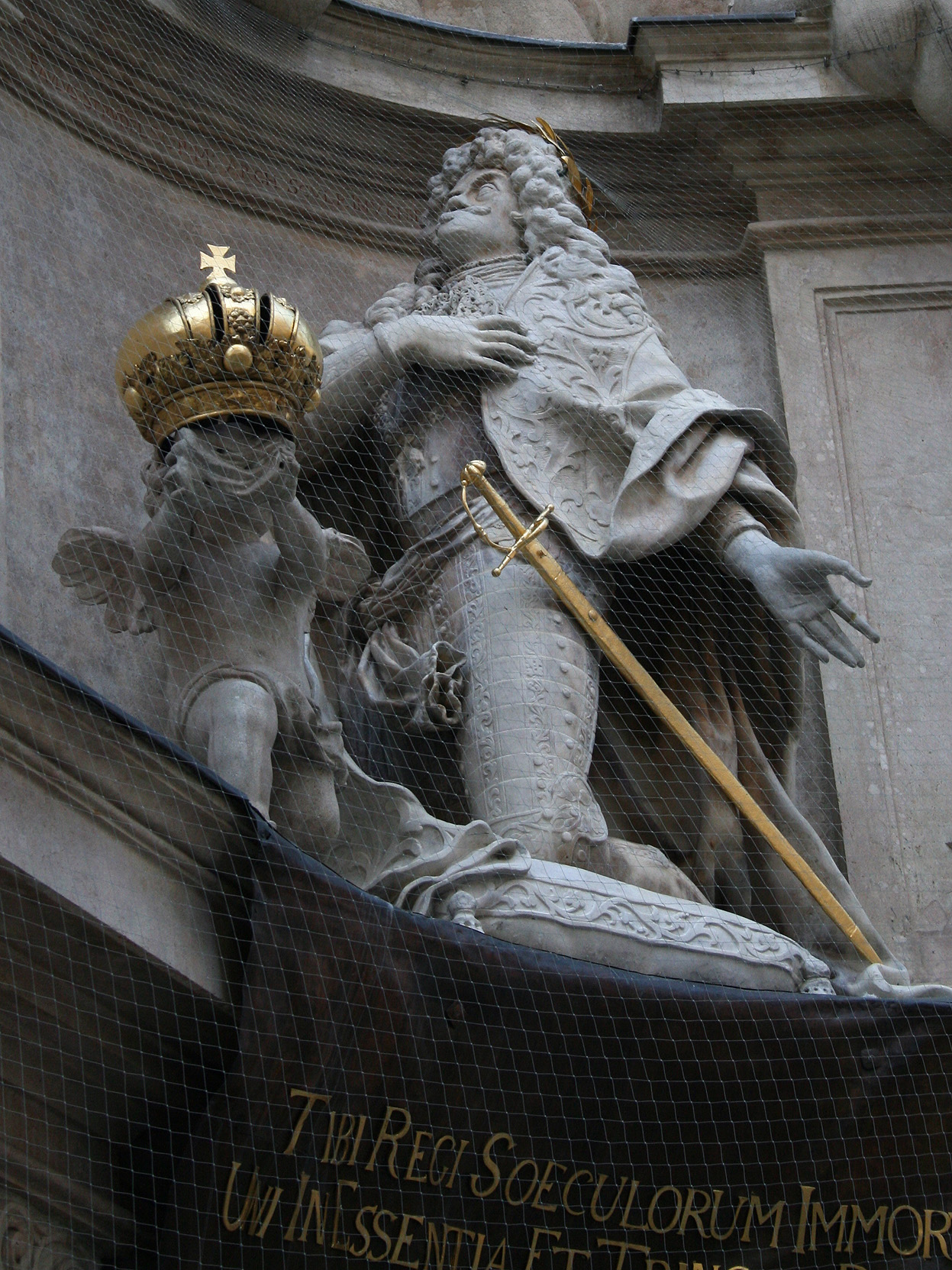
Fotzenpoidl an der Pestsäule am Graben in Wien

Fotzenpoidl war ein umgangssprachlicher Name für Kaiser Leopold I., bezogen auf seine vorstehende Unterlippe.
Im Speziellen ist damit die Skulptur des Kaisers an der Wiener Pestsäule am Graben gemeint. Angeblich wird Leopold I. auf der Säule mit übertrieben missgestalteter Mundpartie dargestellt, weil er dem Erbauer der Wiener Pestsäule nicht den ausgemachten Lohn bezahlen wollte. Die Säule wurde 1679 in Auftrag gegeben. Nachdem zuerst eine hölzerne Säule erbaut wurde, entstand bis 1694 die heutige Säule.
Der Name leitet sich von dem bayrischen, österreichischen derben Ausdruck „Fotze“ für Mund ab. Er hat nichts mit der vulgärsprachlichen Bezeichnung für die äußeren primären weiblichen Geschlechtsorgane (Vulva = „Fotze“) zu tun.